# ورئیتور
دگرگون‌گر یا ورئیتور (انگلیسی: Variator) گونه‌ای از دستگاه‌ها است که می‌تواند پارامترهای خود یا پارامترهای دستگاه‌های دیگر را تغییر دهد. به طور معمول وریئیتور وسیله‌ای مکانیکی انتقال قدرت که می‌تواند ضریب چرخ‌دهنده‌اش به جای پله‌ای به طور پیوسته تغییر دهد. 

## نمونه‌ها
- جعبه‌دنده متغیر پیوسته
- واریوماتیک